# Trở lại tương lai
Trở lại tương lai (tựa gốc tiếng Anh: Back to the Future) là một bộ phim khoa học viễn tưởng phiêu lưu hài hước của điện ảnh Mỹ. Phim có sự tham gia của đạo diễn Robert Zemeckis, biên kịch Zemeckis, Bob Gale, nhà sản xuất Steven Spielberg, cùng dàn diễn viên chính Michael J. Fox, Christopher Lloyd, Lea Thompson, Crispin Glover và Thomas F. Wilson. Fox vào vai Marty McFly, cậu thiếu niên bị quay về quá khứ năm 1955. Cậu đã gặp cha mẹ tương lai của mình lúc còn học trường trung học và vô tình trở thành người trong mộng của mẹ mình. Marty phải sửa chữa những xáo trộn lịch sử do sự xuất hiện của bản thân bằng cách giúp cha mẹ cậu yêu nhau, với sự giúp đỡ của tiến sĩ Emmett "Doc" Brown (Christopher Lloyd), một nhà khoa học thiên tài, lập dị, người chế tạo ra cỗ máy thời gian, đồng thời cậu cũng phải tìm cách trở về hiện tại của cậu, năm 1985.
Zemeckis và Gale đã cùng nhau viết kịch bản kể từ khi họ còn là bạn thân hồi còn học cùng nhau. Các hãng phim đều từ chối kịch bản của Zemeckis cho đến bộ phim đầu tay của ông Romancing the Stone ra mắt và đạt thành công ngoài mong đợi. Zemeckis đã tiếp cận Spielberg và được Spielberg đồng ý thực hiện dự án của ông tại Hãng Giải trí Amblin do Universal Pictures phân phối. Sự lựa chọn hàng đầu của Zemeckis cho vai diễn Marty McFly là Michael J. Fox. Tuy nhiên thời điểm đó anh còn đang bận rộn tham gia quay chương trình truyền hình Family Ties và nhà sản xuất của chương trình không cho phép anh vào vai chính trong bộ phim. Do đó Stolz đã được chọn vào vai diễn này. Trong thời gian quay phim, Stoltz và các nhà làm phim đã thống nhất quyết định cho vai diễn này được phép tạm ngừng, tạo cơ hội để Fox một lần nữa tiếp cận nó. Với sự linh hoạt trong việc sắp xếp lịch trình của mình và sự cho phép của nhà sản xuất của chương trình Family Ties, Fox đã sắp xếp được thời gian biểu của anh và cam kết anh có thể tham gia diễn xuất cho cả hai cùng một lúc.
Trở lại tương lai được công chiếu 3 tháng 7 năm 1985 và đạt mức doanh thu hơn $300 triệu USD trên toàn cầu, trở thành bộ phim có doanh thu cao nhất năm 1985. Phim đã giành giải Hugo cho Trình diễn Sân khấu xuất sắc nhất, giải Saturn dành cho Phim Khoa học Viễn tưởng hay nhất, năm đề cử Giải BAFTA và 4 đề cử Giải Quả cầu vàng, trong đó có hạng mục Phim ca nhạc hoặc phim hài hay nhất. Phim cũng giành Giải Oscar cho Biên tập âm thanh xuất sắc nhất và nhận được 4 đề cử khác. Ronald Reagan thậm chí còn trích dẫn lời giới thiệu phim tại Thông điệp Liên bang năm 1985. Năm 2007, Thư viện Quốc hội Mỹ đã lựa chọn phim để cất giữ tại Viện lưu trữ phim quốc gia. Tháng 6 năm 2008, Viện phim Mỹ còn đã xếp phim vào tốp 10 phim Khoa học viễn tưởng hay nhất từ trước đến nay. Bộ phim đánh dấu một sản phẩm thương mại lớn, với việc làm hai phần tiếp theo Back to the Future Part II (1989) và Back to the Future Part III (1990), cũng như các sản phẩm phỏng theo: một loạt phim hoạt hình, một công viên giả tưởng, một số video trò chơi và chủ đề âm nhạc

## Cốt truyện
Cậu thiếu niên Marty McFly là một nghệ sĩ trẻ đầy tham vọng và có một cô bạn gái Jennifer Parker ở Hill Valley, California. Gia đình cậu thì thật ít tham vọng; cha cậu là George luôn bị bắt nạt bởi viên giám sát của mình Biff Tannen, trong khi mẹ cậu là Lorraine thì lại là một kẻ nghiện rượu thừa cân, lúc nào cũng hồi tưởng về quá khứ, chẳng hạn như lúc bà mới gặp George hồi học trường trung học khi ông bị xe của cha bà tông phải.
Marty đã gặp gỡ và kết thân với một nhà khoa học "Doc" Brown. Ông tiến sĩ này dặn cậu phải lái xe tới chỗ bãi đậu vào lúc nửa đêm để chứng kiến chiếc xe thời gian mà ông vừa phát minh có tên DeLorean hoạt động. "Tích tụ điện mạch" của chiếc xe hoạt động chủ yếu nhờ Plutonium mà ông đã đánh cắp từ một bọn khủng bố Libya. Doc đã thử nghiệm chiếc xe của mình bằng cách tăng vận tốc của nó lên 88 mph, gửi nó đến tương lai một phút sau và kết quả là thí nghiệm thành công. Ông tiếp tục muốn chứng minh khả năng đi xuyên thời gian của chiếc xe bằng cách đặt mốc thời gian nó đến là 5 tháng 11 năm 1955, ngày mà ông phát hiện ra "Tích tụ điện mạch". Trước khi Doc chuẩn bị lên xe cho chuyến đi đầu tiên của mình thì bọn Libya xuất hiện và xả súng vào người ông. Marty trong cơn hoảng loạn đã vội nhảy lên chiếc DeLorean định trốn thoát nhưng vô tình kích hoạt cỗ máy thời gian, đưa cậu đến mốc thời gian mà Tiến sĩ Doc đã đặt. Khi chiếc xe đến nơi Marty phát hiện ra mình đúng ở thời điểm đó năm 1955 và thấy chẳng còn Plutonium để khởi động chiếc xe trở về nữa.
Lang thang ở Hill Valley năm 1955, Marty gặp George hồi trẻ đang bị bắt nạt bởi một nhóm bạn cùng lớp với tên cầm đầu là Biff. Sau khi Marty cứu George khỏi một tai nạn đâm xe và bị bất tỉnh, cậu tỉnh dậy thì thấy mình ở trong giường ngủ, bên cạnh thiếu nữ Lorraine đang mê đắm cậu thay vì George như đúng chiều không gian - thời gian. Marty đã rời khỏi nhà của Lorraine để tìm gặp Tiến sĩ Doc năm 1955 và yêu cầu sự giúp đỡ của ông để đưa cậu trở lại thời điểm năm 1985. Khi biết chiếc máy thời gian không còn Plutonium nào, Doc giải thích rằng nguồn năng lượng duy nhất có thể thay thế nó lúc này là một tia sét có điện tích khoảng 1,21 tỷ oát. Marty chợt vớ được một tờ báo và phát hiện ra sẽ có một vụ sét đánh vào chiếc đồng hồ trên đỉnh tòa án thành phố vào đêm thứ bảy tới. Doc đã vạch ra một kế hoạch để khai thác sức mạnh của tia sét này, đồng thời bắt Marty phải giới thiệu bố mẹ mình với nhau để đảm bảo sự tồn tại của chính mình sau này.
Marty luôn nhiều lần tìm cách đưa George lại gần với Lorraine, nhưng lại gây thù oán với Biff và băng đảng của hắn. Trong cuộc rượt đuổi Marty kịch tính, xe của đồng bọn Biff bị tông phải một xe chở phân và Lorraine càng quyết tâm muốn có được mối quan hệ với Marty. Marty đã định cảnh báo Doc về cái chết của ông trong tương lai nhưng Tiến sĩ này đã từ chối không nghe vì sợ nó sẽ thay đổi chiều không gian - thời gian như đã làm với Marty.
Khi Lorraine đến hỏi mời Marty tới Vũ hội Say đắm dưới biển do trường tổ chức, Marty đã lập kế hoạch để George tới đó và giả vờ là anh hùng tới "giải cứu" Lorraine khỏi những hành động xấu của Marty với cô (thực chất là Marty diễn). Tuy nhiên kế hoạch bị đổ bể khi tên Biff đang say rượu tới, kéo Marty ra khỏi xe và định cưỡng hiếp Lorraine. George tới định làm theo kế hoạch của Marty nhưng khi thấy Biff đứng dậy thì cả người cậu run cầm cập. Nhưng cuối cùng dũng khí của một người đàn ông đã giúp George chiến thắng bản thân và đấm Biff một cú trời giáng,nhận ra nắm đấm của mình cũng có lực lắm. Sau đó George và Lorraine cùng dẫn nhau tới Vũ hội, Marty đã trợ giúp ban nhạc ở đó biểu diễn nhằm tiến tới mục đích để bố mẹ mình có nụ hôn đầu tiên.Giữa chừng,có một gã thanh niên gạt mẹ cậu ra khỏi cha cậu vì hắn cho rằng cha Marty chỉ là một kẻ yếu mềm,không dám giành lấy tình yêu còn Marty thì đột ngột ngã quỵ và nhận ra mình đang biến mất(vì mạch thời gian đã bị đảo lộn khiến cho cậu cũng như các anh em ruột bị phủ nhận sự tồn tại cho tới khi cha mẹ cầu có nụ hôn đầu khiến mạch thời gian trở lại ổn định.)May thay,cha cậu đã dũng cảm giành lại mẹ cậu và trao cho bà nụ hôn đầu tiên,khiến Marty trở lại bình thường.Buổi tiệc kết thúc khi Marty solo một đoạn nhạc ghitar với phong cách được cho là kì quặc thời đó,phỏng theo Chuck Berry.
Cậu rời khỏi đó với lời tạm biệt cha mẹ cậu,và thiếu nữ Lorraine quyết định sẽ đặt tên con trai mình sau này là Marty.Kế hoạch thành công,cậu tới nơi đã hẹn với tiến sĩ Doc,cố nói cho ông biết về tương lai chết chóc cua ông nhưng ông từ chối được biết vì cho rằng làm vậy sẽ có hậu quả không mong muốn.Không còn cách nào khác,Marty đành viết thư để lại với mong muốn cứu sống tiến sĩ nhưng cũng không thành khi tiến sĩ Doc phát hiện ra và xé nát bức thư.Marty trở lại về năm 1985 với sự giúp sức của tiến sĩ,và cậu đã chỉnh thời gian trở về sớm hơn 10 phút,hi vọng cứu được tiến sĩ Doc.
Trở về năm 1985,cậu đi tới địa điểm cũ nhưng không kịp,chứng kiến cảnh một phiên bản khác của cậu chạy vào dòng thời gian quá khứ,còn tiến sĩ Doc vẫn bị bắn chết như cũ,còn bọn khủng bố thì bị nổ chết do đâm xe vào nhà.Cậu thất vọng ngồi khóc cạnh xác tiến sĩ Doc,song ông tỉnh dậy và cho hay mình đã mặc áo giáp chống đạn.Thì ra việc cậu cố làm ở năm 1955 đã có tác dụng,khi tiến sĩ sau đó đã khôi phục lại bức thư,biết trước sự việc.
Cậu trở về nhà,nhận ra mọi thứ cũng đã thay đổi:Nhà cậu giàu có hơn,cha cậu tự tin hơn và mẹ cậu không còn là một phụ nữ thừa cân nghiện rượu nữa.Biff giờ chỉ là người làm của cha cậu.Trong lúc cậu định đi chơi với cô bạn gái thì lúc này tiến sĩ lại xuất hiện trên cỗ xe thời gian,bảo rằng cậu và cả bạn gái cậu cần phải đi với ông tới một dòng thời gian khác vì những đứa con sau này của Marty đang gặp rắc rối.Phim kết thúc với cảnh cả ba lên xe và bắt đầu du hành thời gian,báo hiệu rằng phim sẽ có tiếp phần 2.

## Diễn viên
- Michael J. Fox vai Marty McFly
- Christopher Lloyd vai Dr. Emmett "Doc" Brown
- Lea Thompson vai Lorraine Baines-McFly
- Crispin Glover vai George McFly
- Thomas F. Wilson vai Biff Tannen
- Claudia Wells vai Jennifer Parker
- James Tolkan vai Mr. Strickland
- Marc McClure vai Dave McFly
- Wendie Jo Sperber vai Linda McFly